# تومور (مجارستان)
تومور (به مجاری:  Tomor) یک شهرداری در مجارستان است که در ناحیه ادلنی واقع شده‌است. تومور ۱۲٫۸۹ کیلومتر مربع مساحت و ۲۶۷ نفر جمعیت دارد.